# Баннермен, Дэвид Армитедж
Дэ́вид А́рмитедж Ба́ннермен (англ. David Armitage Bannerman; 27 ноября 1886, Манчестер, Великобритания — 6 апреля 1979) — британский орнитолог. С 1919 по 1952 годы он был куратором Британского музея естествознания.

## Биография
Он был сыном Дэвида Александра Баннермена.
Первое образование получил в Веллингтонском колледже, расположенном в Беркшире.
В 1909 году закончил кембриджский Пембрук-колледж, после чего в течение долгого времени путешествовал по Африке, Вест-Индии, Южной Америке и островам Атлантического океана. Не был принят в армию из-за проблем со здоровьем, однако во время Первой мировой Войны прослужил четыре года в Красном Кресте, получив в награду Монс-Стар. После войны и до 1951 года работал в Музее естествознания, дважды отказавшись от должности директора Британского музея. Был председателем Британского орнитологического клуба (с 1932 по 1935), редактором бюллетеня клуба (в 1914—1915), вице-президентом Британского союза орнитологов и Королевского общества защиты птиц.